# Kapelle im St. Theresienstift

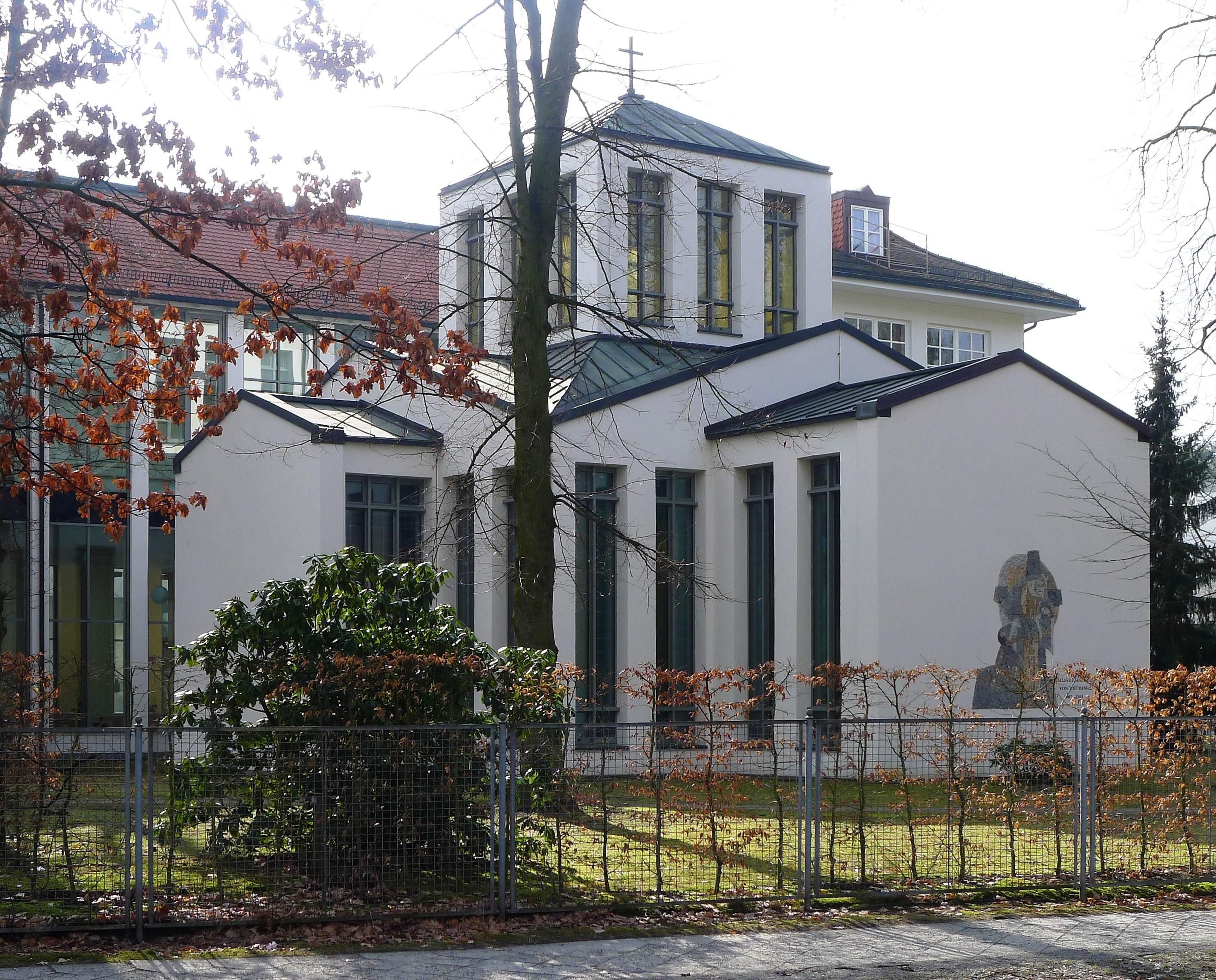
Kapelle im St. Theresienstift

Die römisch-katholische Kapelle im St. Theresienstift, die in der Altvaterstraße 8/9 im Ortsteil Schlachtensee des Berliner Bezirks Steglitz-Zehlendorf steht, wurde 1987–1989 von Karl-Heinz Steinebach und Friedrich Weber gebaut.

## Geschichte
Die Kongregation der Schwestern von der hl. Elisabeth hat ihren Ursprung darin, dass mehrere Frauen in Neisse 1842 damit begannen, ambulante Krankenpflege zu betreiben. Das Fürstbistum Breslau erkannte die Kongregation 1859 an und Wilhelm I. machte sie 1864 zur Stiftung öffentlichen Rechts. 1887 wurde die Kongregation auch durch den Papst approbiert. Von ihrem Provinzhaus in Schlachtensee aus betrieben die Schwestern seit 1923 ambulante Krankenpflege. Gleichzeitig diente das Haus den Schwestern als Erholungsheim und ab 1930 auch als Altenheim. Nach dem Zweiten Weltkrieg wurde der Sitz der Katholischen Wohltätigkeitsanstalt zur heiligen Elisabeth (KWA) nach Reinbek verlegt. Die vier Provinzhäuser der Elisabethschwestern in Deutschland wurden 2003 zu einem Provinzhaus im Theresienstift in Berlin zusammengeschlossen.

## Baubeschreibung
Das bestehende Altenheim St. Theresienstift wurde 1987–1989 zu einem Gebäudekomplex erweitert, der aus drei U-förmig angeordneten Gebäudetrakten besteht, die einen Hof bilden. Das bestehende Wohngebäude, welches ursprünglich eine Kapelle enthielt, wurde durch einen neu errichteten Gebäudetrakt ergänzt, beide sind durch eine transparent gestaltete Halle miteinander verbunden. Die neue Kapelle ist der Halle vorgelagert, und zwar auf der Seite, die dem Hof gegenüberliegt. Die neu entstandene Anlage ist als Klosterhof angelegt, dessen umlaufender Kreuzgang an einer Seite offen ist. Im Mittelpunkt des begrünten Hofes steht ein Brunnen.
Die Kapelle ist ein Zentralbau, der aus einem Stahlbetonskelett besteht, dessen Wände mit verputztem Mauerwerk ausgefacht sind. Der kreuzförmige Grundriss des Kirchenschiffs und der gestaffelte Aufriss der Kapelle erinnert an die Kirche Santa Fosca, die im 11. Jahrhundert im Baustil der byzantinischen Architektur errichtet wurde. Der Aufbau über der Vierung ist in der Kapelle des St. Theresienstiftes allerdings quadratisch und nicht kreisförmig, sodass keine Trompen vorhanden sind. Die Orgel wurde 1988 durch die Orgelbauwerkstatt Harald Rapp erbaut. Das Instrument hat 18 Register verteilt auf zwei Manualen. Die Prinzipalien schuf Paul Brandenburg.